# ادگار امفتلت
ادگار امفتلت (انگلیسی: Edgar Amphlett; ۱ سپتامبر ۱۸۶۷ – ۹ ژانویهٔ ۱۹۳۱) ورزشکار شمشیربازی اهل بریتانیا بود.
وی در مسابقات کشوری و بین‌المللی در مجموع برندهٔ ۲ مدال نقره شده‌است.